# Prosommateur
Un prosommateur (en anglais : prosumer) est un consommateur qui est doté de certaines caractéristiques le rapprochant en même temps de la figure de producteur. Ce rapprochement survient par le biais de connaissances acquises, souvent en vue de poursuivre certaines convictions d'ordre politique, ou du fait des avancées de la technique (par exemple, la réduction du coût des installations photovoltaïques a permis à de nombreux particuliers de devenir à la fois consommateur et producteur d'électricité).
Dans le domaine de l'énergie, un prosommateur, souvent appelé prosumer, désigne un utilisateur du réseau de distribution basse tension disposant d’une installation de production d’électricité décentralisée susceptible d’injecter et de prélever de l’électricité au réseau sur le même point de raccordement.

## Origine

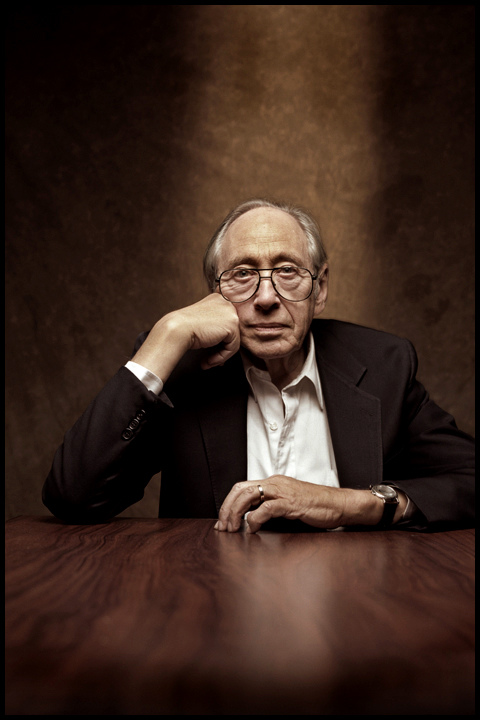
Le sociologue Alvin Toffler, inventeur du terme prosumer (prosommateur)

Le terme de « prosommateur » a été créé comme mot-valise, réunissant les mots « producteur », ou « professionnel », et « consommateur ».
Inventé, dès 1980, par le sociologue américain Alvin Toffler, ce terme se trouve de plus en plus utilisé dans des publications scientifiques.

## Définition
Il est aussi utilisé dans le domaine du commerce pour signifier que le consommateur participe à la distribution. Il renvoie à l'idée d'une responsabilisation du bénéficiaire d'un service ou d'un bien qui se refuse à la simple consommation passive (on parle également de consom'acteur).
Les comportements « prosommateurs » jouent un rôle de plus en plus important dans les médias liés aux nouvelles technologies.
En Wallonie, le terme prosumer a été largement employé à l'occasion du développement des installations photovoltaïques domestiques à partir des années 2010 . En Belgique, ce terme est également utilisé dans le « tarif prosumer », un tarif pour l’utilisation du réseau de distribution par les prosumers.